# (12548) Erinriley
(12548) Erinriley (1998 QJ25) – planetoida z pasa głównego asteroid okrążająca Słońce w ciągu 3,7 lat w średniej odległości 2,39 j.a. Odkryta 17 sierpnia 1998 roku.